# Pieter Duisenberg
Pieter Jacob (Pieter) Duisenberg (Washington D.C., 2 juni 1967) is een Nederlands bestuurder en voormalig VVD-politicus. Sinds 1 september 2023 is hij president van de Algemene Rekenkamer. 

## Opleiding en carrière
Duisenberg volgde het vwo op het Eerste Vrijzinnig-Christelijk Lyceum, waarna hij van 1985 tot 1990 aan de Erasmus Universiteit Rotterdam macro- en monetaire economie studeerde. Van 1992 tot 1994 volgde hij ook aan de Vrije Universiteit Amsterdam de opleiding tot register controller.
Duisenberg werkte na zijn studietijd onder meer bij Shell en McKinsey. Daarna was hij financieel bestuurder van Eneco.

## Tweede Kamerlid
Bij de Tweede Kamerverkiezingen van 2012 stond Duisenberg op plaats 23 van de kandidatenlijst van de VVD, waardoor hij direct gekozen werd. Zijn installatie vond plaats op 20 september 2012. Als Tweede Kamerlid werd Duisenberg met name bekend om zijn inzet voor de controlerende taak van de Tweede Kamer en de controle van de begroting en verantwoording. Hij initieerde in 2013 samen met Paul van Meenen (D66) een methode voor controle van de begroting en verantwoording. In 2021 is deze methode in het Reglement van Orde van de Tweede Kamer opgenomen. Ook is deze methode in gebruik voor provincies en gemeenten. Duisenberg was initiatiefnemer van het Verantwoordingsontbijt en de V100, waarbij 100 betrokken burgers de verantwoordingsstukken analyseren en vragen stellen aan het kabinet. Als onderwijswoordvoerder was Duisenberg indiener van een Kamermotie die vroeg om betere controle voor het bereiken van onderwijsdoelstellingen bij de lumpsum-bekostiging van onderwijsinstellingen.
In de Tweede Kamer was Duisenberg medeverantwoordelijk voor de wijziging van de studiefinanciering per september 2016, de invoering van het Studievoorschot. Hij zette zich in 2015 en 2016 ervoor in dat de vrijgekomen middelen vanuit het Studievoorschot zo goed mogelijk besteed zouden worden. Tevens zorgde hij er mede voor dat er in de bovenbouw van het vwo enkel nog les gegeven mag worden door academische leraren. Op 13 september 2016 was Duisenberg een van de zeven VVD-kamerleden die de Wet op de orgaandonatie aan een nipte meerderheid (75-74) hielp.
In januari 2017 riep hij toenmalig minister van Onderwijs Jet Bussemaker op om net als in Engeland en Amerika onderzoek te doen naar hoe politiek homogeen de universiteiten zijn; de wetenschap was niet voor een selecte groep mensen en diversiteit was een speerpunt van de minister. Bussemaker weigerde.
Bij de Tweede Kamerverkiezingen van 2017 werd Duisenberg herkozen. Na enkele maanden verliet hij de Kamer vanwege zijn benoeming per 1 oktober 2017 als voorzitter van de Vereniging van Universiteiten (VSNU). Vanwege bovenstaande oproep en zijn wens de universiteit relevant te laten zijn voor de arbeidsmarkt was zijn benoeming niet onomstreden.

## Carrière na de Tweede Kamer
Als voorzitter van de Vereniging Universiteiten van Nederland (UNL, voorheen VSNU) zet Duisenberg zich in voor de bekostiging van de Nederlandse universiteiten. Hiertoe publiceerde onder zijn regie de universiteitskoepel een knelpuntenanalyse over de problemen bij de universiteiten. Later liet de minister Ingrid van Engelshoven van Onderwijs, Cultuur en Wetenschap op aandringen van de Tweede Kamer een onderzoek uitvoeren wat het tekort in de bekostiging van de universiteiten grotendeels bevestigde. Om publiek aandacht te vragen dat het "water aan de lippen staat" van de universiteiten, doken bestuurders, studenten en docenten op 6 april 2021 de Hofvijver in.
Andere aandachtspunten onder het voorzitterschap van Duisenberg zijn een stevige omslag naar meer gedifferentieerd erkennen en waarderen van de talenten van wetenschappers, het voorstellen van maatregelen om internationalisering te verbeteren en beheersbaar te maken, onderwijsinnovatie met ICT en meer maatschappelijke impact van valorisatie. In 2019 ontwierp Duisenberg met een team van wetenschappers, in opdracht van de Tweede Kamer, de wetenschapstoets voor nieuwe wetgeving. Duisenberg begeleidt sindsdien teams van wetenschappers bij hun toetsingswerkzaamheden voor de Tweede Kamer. 
Bij de European University Association (EUA) was Duisenberg voorzitter van de Global Strategy werkgroep. Verder veranderde onder Duisenberg in 2018 de bestuursstructuur van de universiteitskoepel en in 2021 is onder zijn voorzitterschap de naam van de Vereniging van Universiteiten veranderd naar Vereniging Universiteiten van Nederland.
Nadat de Tweede Kamer hem daarvoor op 10 mei 2023 had voorgedragen, heeft de ministerraad Duisenberg per 1 september 2023 laten benoemen tot president van de Algemene Rekenkamer.

## Privé
Duisenberg is een zoon van oud-minister en oud-bankvoorzitter Wim Duisenberg en zijn eerste vrouw Tine Stelling. Hij had zowel de Nederlandse als Amerikaanse nationaliteit. In 2015 leverde hij zijn Amerikaanse paspoort in. Duisenberg woont in Den Haag.
- Parlement.com: vizxd9b2ltw4